# スカイラー・ストロズモー
スカイラー・エマーソン・ストロズモー（Skyler Emerson Stromsmoe, 1984年3月30日 - ）は、カナダ連邦アルバータ州ボウランド出身のプロ野球選手（ユーティリティープレイヤー）。

## 経歴
2011年9月16日に第39回IBAFワールドカップとグアダラハラパンアメリカン競技大会の野球カナダ代表に選出された。
2012年9月11日に、第3回WBC予選のカナダ代表が発表され代表入りした。
2015年6月17日に2015年パンアメリカン競技大会の男子野球カナダ代表に選出された。
オフの10月20日に第1回WBSCプレミア12のカナダ代表に選出された代表入りしている。

## 詳細情報

### 代表歴
- 2011 IBAFワールドカップ カナダ代表
- 2011年パンアメリカン競技大会野球カナダ代表
- 2013 ワールド・ベースボール・クラシック・カナダ代表
- 2015年パンアメリカン競技大会男子野球カナダ代表
- 2015 WBSCプレミア12 カナダ代表